# 阿部市郎兵衛 (7代)
7代目阿部 市郎兵衛（あべ いちろべい、天保8年（1837年） - 明治37年（1904年））は、明治維新期の近江商人。繊維産業・鉄道・銀行など各種事業の支援者となり、日本の産業育成に貢献した。

## 生涯
天保8年（1837年）近江国神崎郡能登川村（現・滋賀県東近江市能登川町）に生まれ、幼名を元太郎と言った。父は近江商人阿部市郎兵衛家（屋号『紅屋』）の分家阿部市太郎家の2代目当主（通称吉太郎）である。本家市郎兵衛家には継嗣がなく、元太郎が伯父である6代市郎兵衛の養子になり、安政4年（1857年）7代市郎兵衛として家督を継いだ。
家督継承後、紅屋家業の麻布商を営むと共に、米穀肥料問屋業務を新たに始め、その発展に伴い千石船を十数隻支配して、北海道・九州など各地の物産を江戸・大阪輸送し、販売を行った。明治12年（1879年）には西洋型帆船を建造し、明治15年（1882年）にも千五百石積帆船を新造した。矢継ぎ早の帆船新造は評判となり、東京商船学校の研修も受け入れたと伝えられる。
明治維新による産業興隆機運の中、市郎兵衛も新規事業への参入意欲は旺盛で、様々な事業に進出、または支援を行った。
- 関西鉄道
滋賀県議会議員弘世助三郎・馬場新三・高田義助、滋賀県知事中井弘等は京・三重県・滋賀県の有力者に呼び掛け、京より名古屋を直接結ぶ鉄道敷設を計画し、阿部市郎兵衛を始め、三重県桑名船馬町（現桑名市）の諸戸清六、京都市上京区春帯町の濱岡光哲、東京市華族井伊直憲等11名が発起人となり、明治20年（1887年）3月30日関西鉄道株式会社の設立を申請した。明治21年（1888年）3月1日、関西鉄道会社設立（資本金300万円）に対し免許が交付され、翌年滋賀県内の草津・三雲間が開通し、順次営業区間は広がっていった[1][3]。
- 阿部ペイント製造所
明治21年（1888年）阿部ペイント製造所を大阪に設立し社長に就任した（昭和4年（1929年）鉛粉塗料に買収され現在大日本塗料）[1]。
- 金巾製織
明治21年（1888年）8月滋賀県知事中井弘の勧奨に応じて、阿部周吉・小泉新助・山中利兵衛・伊藤忠兵衛・中村治兵衛・西川貞二郎等滋賀県有力者（近江商人）と共に発起人となり金巾製織株式会社を設立（本社、大阪四貫島）。明治23年（1890年）1月初代社長となり、他に役員として阿部周吉・3代目阿部市太郎・小泉新助・中村治兵衛・高田義甫・田村正寛、監査役として西川貞二郎が就任した（明治39年（1906年）大阪紡績（明治15年（1882年）設立し市郎兵衛は発起人）と合併、大正3年（1914年）三重紡績と合併し、後の東洋紡になる）[1][2][4]。
- 阿部製紙所
明治24年（1891年）洋紙需要の急増に国産で対応すべく阿部製紙所を大阪西野田新田に設立し、社長に就任。製紙工場は火災にあうなどしたが、明治31年（1898年）新工場を建設、明治34年（1901年）に個人経営から阿部製紙合資会社に改組した（日本製紙(株)を経て富士製紙と合併し、現在王子製紙）[1][2]。
- 近江銀行
明治27年（1894年）近江銀行創設に加わり、監査役に就任した[2]。
- 近江鉄道
滋賀県湖東の内陸部（中山道沿い）は官設鉄道のルートから外れ、同じ湖東の琵琶湖側（能登川、八幡側）に官設鉄道が敷設され、湖東平野の内陸部を縦断し東海道線彦根駅と関西鉄道深川駅（現甲南駅）を結ぶ鉄道計画が持ち上がった。明治26年（1893年）11月大東義徹（司法大臣）・林好本（彦根市長）・西村捨三等の旧彦根藩士族と中井源三郎・下郷傳平等有力近江商人を中心に44人が発起人となり明治29年（1896年）資本金100万円で近江鉄道株式会社が設立した。設立当初発起人等が役員となったが、資本金100万円では計画の半分も鉄道敷設できず、設立当初より資金繰りが厳しく、明治31年（1898年）役員全員が辞任し、新たに市郎兵衛が社長に就任し、阿部市三郎等が役員となった。明治34年（1901年）3月優先株式2万株（100万円）の発行を決定し、そ大半を丁吟（3代小林吟右衛門）と阿部一族（阿部市郎兵衛家・阿部市三郎家等）が引き受けた（大正13年（1914年）までに彦根-貴生川・多賀線が開通した後宇治川電気（関西電力の前身の一つ）の系列に入り、西武鉄道グループの傘下となる）[1][2][5]。
- その他
大阪の繰綿問屋の共同出資により明治20年（1887年）設立した有限会社内外綿（後にシキボウ傘下）、明治28年（1895年）1月設立真宗信徒生命保険（現東京生命）・創業大日本製糖株式会社（現大日本明治製糖）、明治29年（1896年）開業京都企業銀行（大正元年（1912年）9月破産申請）・愛知県の明治銀行（昭和13年（1938年）8月業務廃止）、明治31年（1898年）開業七尾鉄道株式会社の他に浪花紡績・京都絹糸紡績・京都硫曹（現日産化学）等の設立発起人、役員になった[1]。渋沢栄一が創立委員長を務めた京北鉄道（1894〜1902）では由利公正や大和田荘七、岡部広、岩下清周らとともに役員に名を連ねた[6][7]。

市郎兵衛は、これら新規事業創設に当たり、阿部一族として活動した。金巾製織では弟である3代目阿部市太郎が市郎兵衛の後社長になり、阿部利兵衛家3代周吉や市太郎の養子房次郎（後に東洋紡績社長）も役員として活躍した。近江鉄道では市郎兵衛の同じく弟である2代目阿部市三郎が、市郎兵衛の後に社長となった。また、従兄弟である阿部市次郎家の2代目阿部彦太郎は、市郎兵衛が展開した回船事業の後を受け大阪商船等の役員となり、内外綿の初代社長となった。
晩年は弟である2代目市三郎の長男を養子とし、市郎兵衛家8代目として家督を譲ったが、養父に先立ち明治35年（1902年）死去した。このため7代目市郎兵衛が亡くなるまでの間家政を見、明治37年（1904年）死去した。

## 栄典
- 1887年（明治20年）12月24日 - 従六位[8]
- 1887年（明治20年）12月27日 - 金製黄綬褒章[9]